# Functieleer
Functieleer of experimentele psychologie is het terrein binnen de psychologie dat zich richt op de basisfuncties van de hersenen die in alle gedrag een rol spelen. Zo is er bijvoorbeeld onderzoek naar:
- aandacht
- leren, geheugen, denken en probleemoplossing
- taal: taalproductie, lezen, taalperceptie, communicatie
- motoriek: aansturing van complexe bewegingen als het vangen van een bal, grijpen van een kopje
- motivatie en daarmee samenhangende emoties
- bewustzijn

## Geschiedenis en termen
Aanvankelijk heette dit terrein van onderzoek ook in het Nederlands experimentele psychologie, zoals in het Engels (en veel andere talen) nu nog 'experimental psychology'. De benaming 'functieleer' is door de Amsterdamse hoogleraar Duijker ingevoerd, omdat men inmiddels ook in andere takken van de psychologie 'experimenten' was gaan doen en hij dit verwarrend vond. Wat men later cognitieve psychologie is gaan noemen valt ook onder de functieleer. Vanwege de sterke nadruk op theorievorming en het gebruik van kwantitatieve onderzoekstechnieken, wordt ook wel de term psychonomie (= wetten van de ziel) gebruikt.

## Specialisaties
De meeste onderzoekers specialiseren zich tegenwoordig in een van deze functies en zo heeft men het dan bijvoorbeeld apart over de waarnemingspsychologie, de motivatie- of dynamische psychologie, de leerpsychologie, taalpsychologie of psychologie van het geheugen. Het voornaamste doel van deze richting in de psychologie is om te beschrijven hoe onze interne representaties van de buitenwereld tot stand komen, en om een beter inzicht te krijgen in de stapjes en deelprocessen waaruit complexe denk- en informatieverwerkingsprocessen zijn samengesteld. De voornaamste onderzoekstechnieken van de psychologische functieleer zijn computersimulatie van netwerken (ook weleens neurale netwerken genoemd) en gedragsmatig experimenteel onderzoek met proefpersonen waarin gebruik wordt gemaakt van cognitieve taken. Meer recent wordt ook aansluiting gezocht bij het meer biologisch gerichte onderzoek, zoals in de cognitieve neurowetenschap.

## Toepassingen
Bevindingen en theorie van de functieleer worden toegepast in bijvoorbeeld:
- Klinische psychologie
- Ontwikkelingspsychologie
- Arbeids- en organisatiepsychologie

## Belangrijke namen uit het verleden
- Donald Broadbent
- Gerard Heymans
- William James
- Albert Michotte
- Géry van Outryve d'Ydewalle
- Armand Thiéry
- Ernst Heinrich Weber
- Wilhelm Wundt